# Felix Blumenfeld (Mediziner)

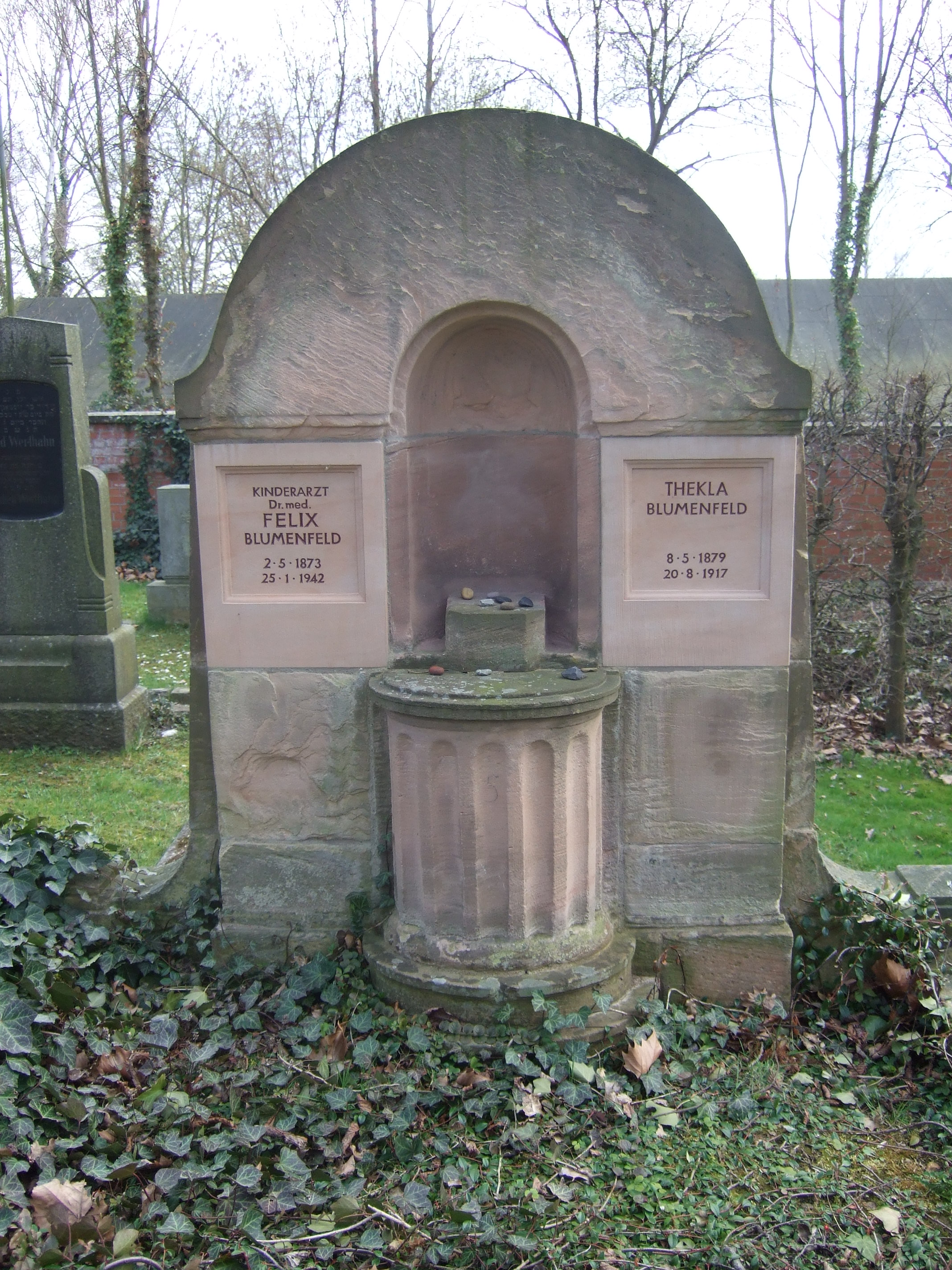
Grab von Felix Blumenfeld

Felix Blumenfeld (* 2. Mai 1873 in Gießen; † 25. Januar 1942 in Kassel) war ein deutscher Kinderarzt und der erste Chefarzt des späteren Kinderkrankenhauses Park Schönfeld.

## Leben und Wirken

### Jugend und Studium
Felix Blumenfeld war das Kind von Salomon A. Blumenfeld und Cäcilie (geb. Erlanger). Der Vater besaß eine Kleiderhandlung in der Walltorstraße/Luisenplatz in Gießen. Blumenfeld verlor früh seine Eltern und wuchs bis zum Abitur bei seiner Tante auf. Er studierte in Marburg und München Medizin. Nach dem Studium arbeitete er 1898 als Schiffsarzt bei der Hamburg-Amerika-Linie, bevor er als Volontärassistent nach Berlin ging und 1900 dort promoviert wurde.

### Kinderarzt in Kassel und Erster Weltkrieg
1901 ließ er sich schließlich in Kassel als Kinderarzt nieder. Angeregt durch die hohe Säuglingssterblichkeit bei Kindern armer Eltern, begann er seine Position als Arzt zu nutzen und sich sozial zu engagieren. Auf seine Anregung hin wurden Milchküchen errichtet, in denen hygienisch einwandfreie Milch-Getreide-Mischungen als Säuglingsnahrung hergestellt und über ein Pfandflaschensystem verkauft wurden. Dabei wurden die Produkte auch kostenlos an Mittellose abgegeben. Die Räumlichkeiten befanden sich im Wimmelhaus in der Obere Fuldagasse Nr. 16–18 in Kassel. Diese Milchküchen dienten anderen Städten als Vorbild, und viele Leiter derartiger Einrichtungen wurden zur Ausbildung nach Kassel geschickt.

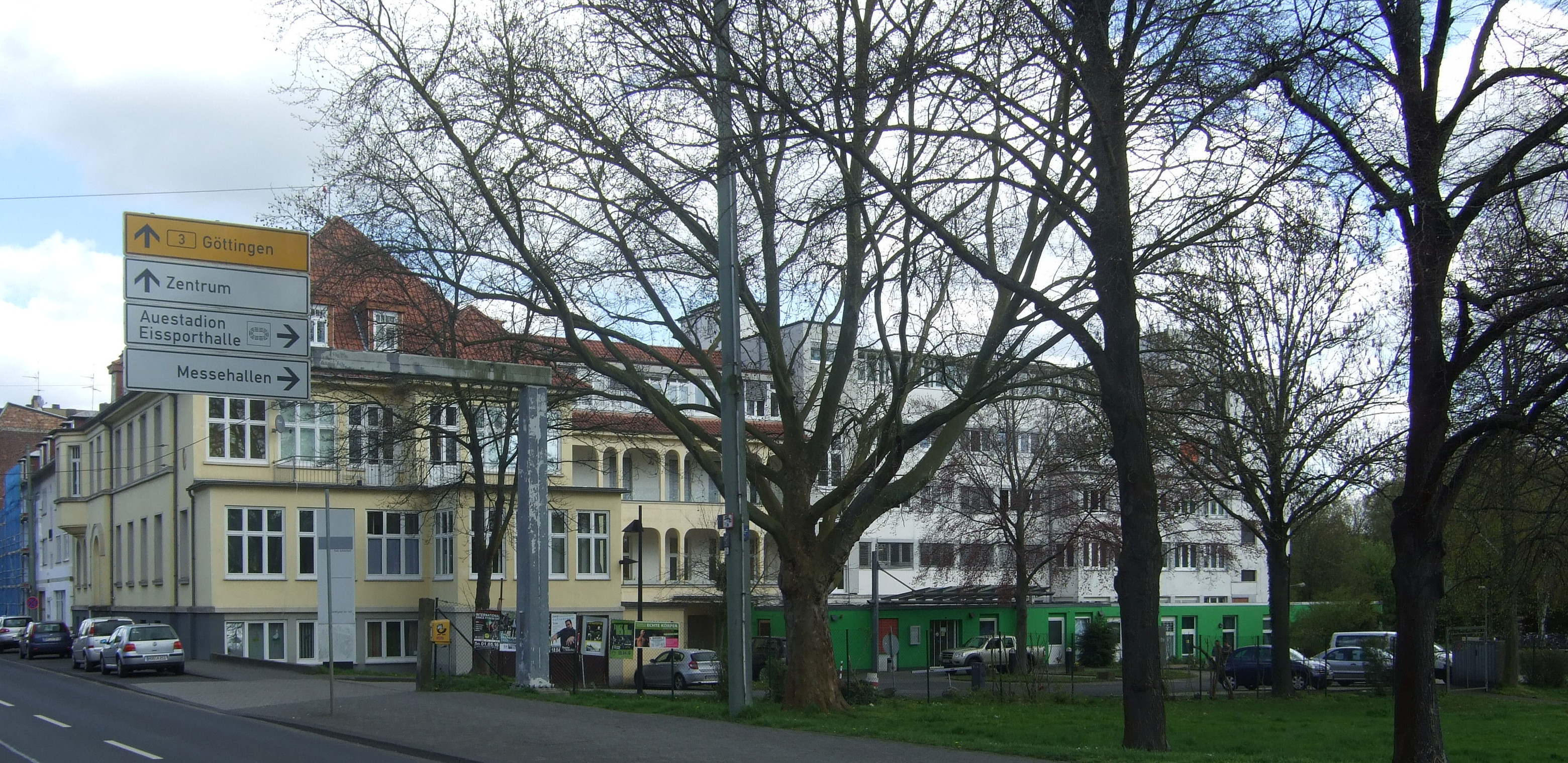
Ehemaliges Kinderkrankenhaus Park Schönfeld (2016)

Im Jahr 1906 wurde unter anderem auch auf Initiative von Blumenfeld das Kinder- und Säuglingsheim des evangelischen Frauenbundes gegründet. In dem Heim wurden Kinder von alleinerziehenden Müttern aufgenommen. Blumenfeld wurde ehrenamtlich der ärztliche Betreuer der Einrichtung. Nachdem die zehn Plätze binnen kürzester Zeit belegt waren, wurde vom Träger 1909 ein Neubau mit 80 Betten in der Frankfurter Straße 167, in der Nähe des Park Schönfeld, errichtet. Blumenfeld wurde neben seiner Praxistätigkeit der ärztliche Leiter des Kinderheims. Unter seiner Leitung entwickelte sich das Heim zu einem Kinderkrankenhaus mit einem hohen medizinischen Standard, es wies die niedrigste Säuglingssterblichkeit im preußischen Staatsgebiet auf.
Im Jahre 1915 organisierte Blumenfeld als Vorsitzender eines Bürgervereines die Veranstaltung Nagelung des Altkasseler Zaitenstocks mit. Bei einer organisierten Spendenveranstaltung forderte er jeden Bürger auf, für 50 Pfennig einen eisernen Nagel in einen eichenen Brunnenstock, den so genannten Zaitenstock, zu schlagen. Die gesammelten Erlöse sollten Kriegsbeschädigten zugutekommen. Im Ehrenhof des Kasseler Rathauses hielt Blumenfeld zu der Spendensammlung eine zeitgenössische Rede zur Gleichheit aller Menschen: „Mann an Mann gereiht, ohne Unterschied der Stellung und der Anschauung“. Bis zum Zweiten Weltkrieg stand der Zaitenstock auf einem steinernen Sockel neben dem Wimmelhaus in der Fuldagasse.
Im Ersten Weltkrieg diente Blumenfeld als Sanitätsarzt in einem Kriegsgefangenenlager in Niederzwehren.

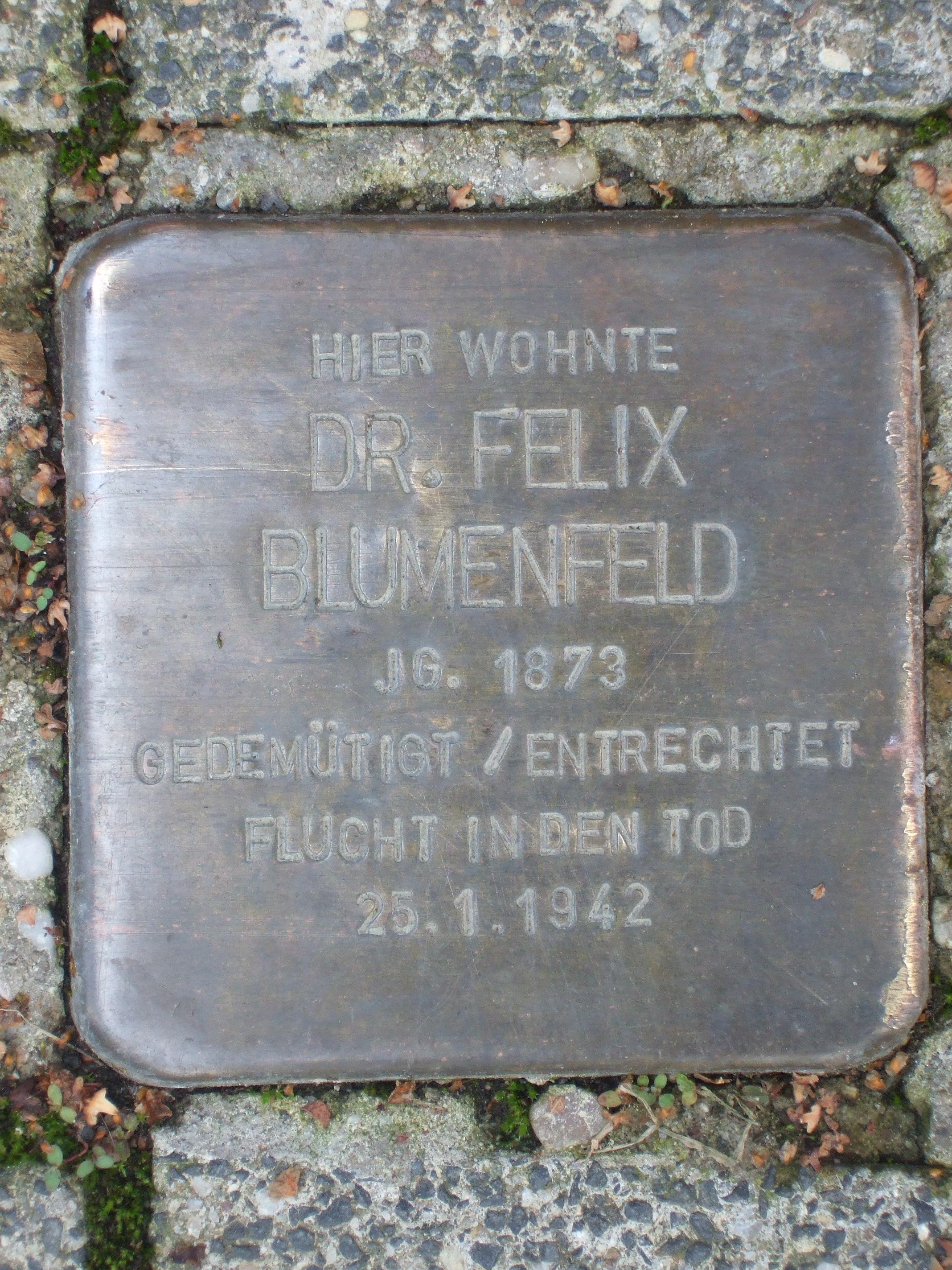
Stolperstein vor dessen letzten Wohnsitz

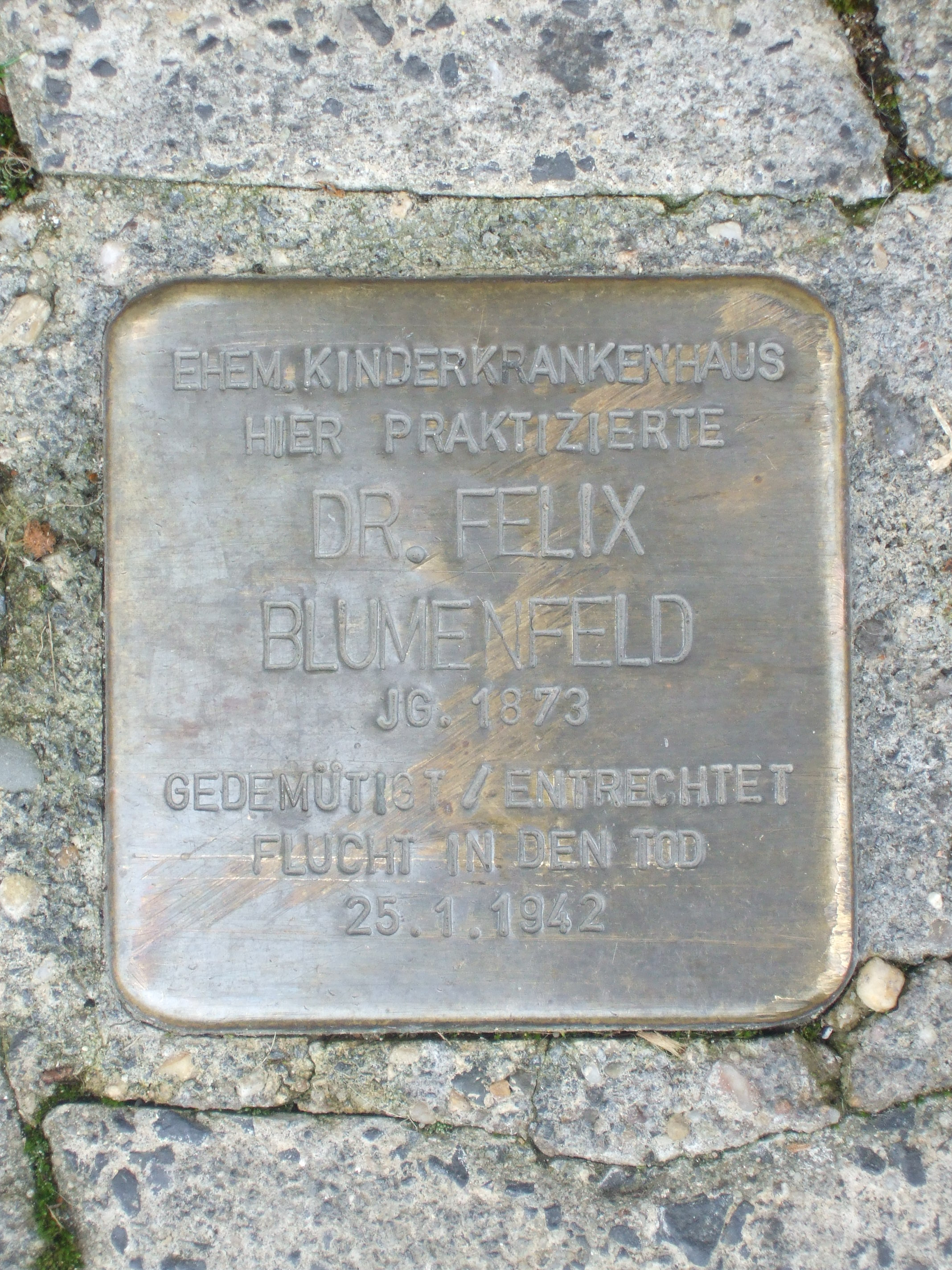
Stolperstein vor dem ehemaligen Kinderkrankenhaus Park Schönfeld

### Weimarer Republik und Nationalsozialismus
Blumenfeld war neben seinem sozialen und humanitären Engagement auch gesellschaftlich und kulturell tätig. Er war Mitglied im Reichsbund jüdischer Frontsoldaten und seit 1930 Vorsitzender eines Komitees zur Abwehr des aufkommenden Antisemitismus gegenüber jüdischen Soldaten. 1914 trat Blumenfeld dem Bund der Freimaurer bei. Von 1932 bis 1933 war er der letzte Logenmeister der Kasseler Loge Zur Einigkeit und Treue, bis diese im Zuge der Zwangsauflösung aller Freimaurerlogen aufgelöst wurde. Er war kommunalpolitisch sehr aktiv und vertrat vier Jahre lang die Deutsche Demokratische Partei in der Kasseler Stadtverordnetenversammlung.
Bereits wenige Wochen nach der Machtergreifung der Nationalsozialisten, am 1. April 1933, wurde ihm als Juden die Leitung des Kinderkrankenhauses entzogen, er erhielt Berufsverbot und musste seine Wohnung und die Praxis im Nahlschen Haus, in der Oberen Königsstraße 41, aufgeben. Sein Vermögen und seine Bibliothek wurden beschlagnahmt. Da seine Frau Leni keine Jüdin war, durfte er vorerst in seinem Sommerhaus in der Fürstenstraße 21 (heute Hugo-Preuss-Straße 35) wohnen. Er wurde zu Hilfs- und Straßenbauarbeiten gezwungen und musste auf dem städtischen Schrottabladeplatz Lumpen und Schrott sammeln. Dabei war er andauernden Diskriminierungen und Überwachungen seitens der Gestapo ausgesetzt.
Um der Deportation zu entgehen und seine Frau vor Repressalien zu schützen, beging Felix Blumenfeld am 25. Januar 1942 Suizid. In seinem Abschiedsbrief schrieb er:

„Der Tod erscheint mir unter diesen Umständen begehrenswerter als ein Dasein mit immer neuen Qualen. Ich gehe deshalb aus dieser Welt der Gemeinheit, Niedertracht und Unmenschlichkeit, um einzuziehen in den ewigen Frieden, und den Pfad suchend, der aus dem Dunkel zum Licht führt.“

„Wer weiß, wie lange dieser Krieg dauert, und was bis dahin für die Juden in Deutschland passiert, ist kaum auszudenken“

„Man wird vor keinem Mittel der Vernichtung zurückschrecken. Da ist es hoffentlich auch im Sinne meiner Söhne ehrbarer und charaktervoller von der Bildfläche zu verschwinden, und lieber freiwillig als ein Toter das Haus zu verlassen, als von den Schergen der Gestapo hinausgejagt zu werden.“

Er ist auf dem jüdischen Friedhof in Kassel-Bettenhausen bestattet.
Seine beiden Söhne, Gerd und Edgar, konnten 1938 aus Deutschland fliehen und haben den Krieg und die Verfolgung überlebt. Sie haben in den USA den Namen Bloomfield angenommen.

## Familie

### Eltern
- Salomon (Salli) Blumenfeld und Cäcilie Blumenfeld (geb. Erlanger). Sein Vater war Inhaber einer Kleiderhandlung in der Walltorstraße/Luisenplatz in Gießen.

### Geschwister
Thekla Grünbaum (geb. Blumenfeld) * 8. März 1872 in Gießen; † im September 1940 im KZ Treblinka.

### Ehemann von
- Thekla Blumenfeld (geb. Wertheimer) * 8. Mai 1879 in Frankfurt; † 20. August 1917 in Kassel.
- Johanna Helene (Leni) Blumenfeld (geb. Petri) * 1894; † 1969.

### Vater von
- Edgar Leo Bloomfield * 20. Juli 1903
- Gerhard (Gerd) Max Bloomfield * 3. März 1906

## Ehrungen
- Felix-Blumenfeld-Straße im Kasseler Stadtteil Harleshausen
- Zwei Stolpersteine (Hugo-Preuß-Straße 35 und vor dem ehemaligen Kinderkrankenhaus Park Schönfeld)
- 2017 Ehrengrab der Stadt Kassel[11]

## Werke
- 50 Fälle von acuter Osteomyelitis im Kindesalter (Diss. med. 1900)
- Als Co-Autor mit Otto Frese: Handbuch der Hals-, Nasen-, Ohren-Heilkunde. Mit Einschluss der Grenzgebiete (Kapitel III. Allgemeine Pathologie und Symptomatologie 1. Erkrankungen der Nase und ihrer Nebenhöhlen). Im Julius Springer Verlag von 1926